# 돈 퀠러
돈 퀠러(1925년 9월 1일 ~ 1981년 2월 26일)은 미국 몬태나주 출신으로, 1969년부터 1981년까지 세계에서 가장 키가 큰 인물이었다.
키는 8피트 2인치 즉, 249cm였으며 1970년대 당시 기네스 세계 기록에서 현존하는 최장신으로 인정받았다. 
1981년 2월 26일, 만 55세의 나이로 사망하였다.